# I Can See You
«I Can See You» (с англ. — «Я вижу тебя») — песня американской певицы Тейлор Свифт. Она вышла 7 июля 2023 в качестве 19-го трека её третьего перезаписанного альбома Speak Now (Taylor’s Version). Спродюсированная Свифт и Джеком Антоноффом песня «I Can See You» представляет собой инди-рок с элементами сёрф-рока.
Музыкальные критики положительно отозвались о песне, похвалив её чувственный текст и запоминаемость, а некоторые отметили её как одну из лучших композиций альбома. В коммерческом плане песня «I Can See You» дебютировала в пятерке лучших в США, Австралии, Ирландии и Новой Зеландии и в десятке лучших в Великобритании. Благодаря тому, что песня заняла пятое место в американском хит-параде Billboard Hot 100, Свифт стала первой женщиной в истории чартов, чьи песни с трех разных альбомов одновременно попали в первую десятку (№ 9 «Cruel Summer» с Lover 2019 года и № 10 «Karma» с Midnights 2022 года). Среди всех исполнителей только The Beatles ранее добивались такого тройного результата с трех своих альбомов.
Сопровождающий клип, написанный и снятый Свифт, был выпущен 8 июля 2023 года, премьера состоялась накануне на первом концерте Eras Tour в Канзас-Сити, штат Миссури. В клипе, снятом при участии американских актёров Джоуи Кинг, Тейлора Лотнера и Пресли Кэш, показано, как Кинг, Лотнер и Кэш освобождают Свифт эпохи Speak Now из тщательно охраняемого хранилища в музее. Это метафора помощи и поддержки фанатов в дилемме хозяев записей Свифт.

## История
Американская певица-певица Тейлор Свифт выпустила свой третий студийный альбом Speak Now 25 октября 2010 года на лейбле Big Machine Records.
Свифт выпустила ещё три студийных альбома на лейбле Big Machine, согласно её контракту на запись, который истёк в ноябре 2018 года. После этого она вышла из состава музыкантов Big Machine и подписала новый контракт с Republic Records, который обеспечил ей права на владение авторскими правами на любую новую музыку, которую она выпустит. В 2019 году американский бизнесмен Скутер Браун приобрёл Big Machine; право собственности на авторские права на первые шесть студийных альбомов Свифт, включая Speak Now, перешло к нему. В августе 2019 года Свифт осудила покупку Брауна и объявила, что перезапишет свои первые шесть студийных альбомов, чтобы самой владеть их мастер-версиями. Свифт начала процесс перезаписи в ноябре 2020 года.
5 мая 2023 года, на первой дате тура Eras Tour в Нашвилле, Свифт объявила Speak Now (Taylor’s Version) своим следующим перезаписанным альбомом, релиз которого намечен на 7 июля. Впоследствии она заявила в социальных сетях: «Я люблю этот альбом, потому что он рассказывает историю о взрослении, взлётах, полётах и крушениях… и жить, чтобы говорить об этом». Свифт подчеркнула трудности, с которыми она столкнулась в своей жизни во время написания альбома, среди которых «жестокая честность, нефильтрованные дневниковые признания и дикая тоска». 5 июня 2023 года Свифт объявила трек-лист альбома Speak Now (Taylor’s Version), содержащий 22 композиции. Среди 22 песен есть шесть песен «From the Vault», которые были написаны для альбома 2010 года, но так и не вошли в него, включая «I Can See You».
3 августа 2023 года Свифт исполнила этот трек в качестве «песни-сюрприза» на шоу Eras Tour в Лос-Анджелесе, 13 июня — Ливерпуле в мешапе с «Mine» (2010), а 2 августа 2024 года — на концерте в Варшаве в мешапе с «I Can Fix Him (No Really I Can)».

## Композиция и тексты песен
Песня в стиле инди-рок с элементами сёрф-рока, «I Can See You» движима «отрывистым» гитарным риффом и извилистым басом, содержит «резкие» гитары и флиртующие, наводящие на сексуальную тематику намёки. «I Can See You» была описана как «sultr[y]», а «сексуальный» текст вызвал многочисленные сравнения с песней Свифт «Dress» из Reputation (2017). Песня исследует темы «катаклизмического» крушения поверх синтезаторов и гитарных рифов.

## Отзывы
Некоторые критики назвали «I Can See You» лучшим треком альбома из его части «From the Vault». Аннабел Ньюджент из The Independent выбрала «I Can See You» лучшим треком «From the Vault»; по её мнению, композиция «очень танцевальная» и «создаёт настроение инди-рока, не похожее на то, что было на последних альбомах Свифт». Джейсон Липшутц из Billboard написал, что песня «стала бы отличным дополнением к оригинальному Speak Now», а Кейт Соломон из i назвала её «классикой». Автор Spin Бобби Оливье сказал, что тема страсти в песне добавляет новый аспект к творчеству Свифт. В рецензии Sputnikmusic говорится, что песня имеет «самую захватывающую» гитарную линию и ритм из всех песен Свифт со времён «Style» (2015). Вринда Джагота из «Pitchfork» написала, что это "больше похоже на ритмичный трэп-поп из Reputation, чем на музыку из Speak Now (Taylor’s Version). Лаура Снейпс из The Guardian высоко оценила «интригующе сексуальный» текст, но раскритиковала продюсирование и назвала его «плохим подобием Maroon 5».
В списке журнала Billboard, в котором перечислены все композиции «From the Vault» (21) из трёх перезаписанных альбомов Свифт по состоянию на 2023 год, Джейсон Липшутц поставил «I Can See You» на второе место, назвав лучшими чертами песни её уверенность, «сексуальную энергию» текста и «остроту» инструментария.

## Музыкальное видео
На концерте Eras Tour в Канзас-Сити, штат Миссури, 7 июля 2023 года состоялась премьера клипа на песню «I Can See You», который Свифт опубликовала на YouTube 8 июля. В клипе, снятом Свифт, снялись Джоуи Кинг, Тейлор Лотнер, Пресли Кэш и Свифт; в нём рассказывается о краже со взломом, чтобы спасти запертую Свифт. Кэш и Кинг ранее снимались в клипе Свифт 2011 года на песню «Mean», а Лотнер и Свифт недолго встречались и вместе снимались в фильме 2010 года «День Святого Валентина» до выхода оригинального альбома Speak Now, причём песня «Back to December» была написана именно о нем.
Лотнер прямо со сцены поделился несколькими добрыми словами о Свифт после дебюта клипа. «Тейлор, я очень тебя уважаю. Не только за то, какая ты певица, автор песен, исполнительница, но и за то, какой ты человек. Ты милосердная, скромная, добрая, и для меня большая честь знать тебя», — сказал актёр.
На шоу Свифт рассказала, что концепция клипа была придумана ею за полтора года до его выхода. Съёмки проходили в апреле 2023 года в Ливерпуле, Англия, используя старинные здания Cunard Building (1917), Stanley Dock Tobacco Warehouse (1901) и National Westminster Bank (1901) на улице Castle Street. Описывая концепцию, она заявила, что «хотела визуально показать историю, которая изображала бы способы, которыми [её поклонники] помогли [ей] вернуть [её] музыку».
В клипе показано ограбление, которое совершают Кэш, Кинг и Лотнер, чтобы спасти Свифт, запертую в хранилище. Видеоролик представляет собой метафору того, что поклонники Свифт помогают ей вернуть свою музыку после дилеммы с хозяевами её мастер-записей. Оператором-постановщиком выступил Джонатан Села.
Видео получило положительные отзывы журналистов. Алекса Кэмп из Slant Magazine отметила, что в «насыщенном действием» клипе Свифт «взяла под контроль» свой артистизм. Лорен Хафф из Entertainment Weekly высоко оценила экшн-тему «насыщенного» клипа. Уильям Хьюз из The A.V. Club назвал клип «едва заметной метафорой» с нарядами и памятными вещами Свифт времён Speak Now.
В честь рекордных шести распроданных концертов Свифт в рамках тура Eras Tour на стадионе SoFi Stadium Академия звукозаписи организовала специальную выставку под названием I Can See You (Taylor’s Version) (At GRAMMY Museum) в Музее Грэмми в Лос-Анджелесе со 2 августа по 18 сентября 2023 года. Экспозиция представляет собой погружение в клип «I Can See You» и демонстрирует 11 костюмов — все они были на Свифт во время съёмок Speak Now — и два музыкальных инструмента из клипа.

## Коммерческий успех
«I Can See You» дебютировала в пятерке лучших в США (5), Австралии (5), Ирландии (4) и Новой Зеландии (4) и в десятке лучших в Великобритании (6), Сингапуре (7) и Канаде (8).
Благодаря тому, что песня заняла пятое место в американском хит-параде Billboard Hot 100, Свифт стала первой женщиной в истории чартов, чьи песни с трех разных альбомов одновременно попали в первую десятку (№ 9 «Cruel Summer» с Lover 2019 года и № 10 «Karma» с Midnights 2022 года). Среди всех исполнителей только The Beatles ранее добивались такого тройного результата с трех своих альбомов (в чарте от 29 февраля 1964 года). «I Can See You» также стал 42-и хитом Свифт в топ-10 (второй результат в истории после Дрейка, 68) и 26-м хитом Свифт в топ-5 Hot 100, пятый результат в истории после Дрейка (35), The Beatles (29), Мадонны (28) и Мэрайи Кэри (27).
Песня также дебютировала на 4-м месте в общемировом хит-параде Billboard Global 200 (создан в сентябре 2020 года), став 17-м хитом в его топ-10 и уступая лишь Дрейку (28).
По общему числу хитов в Global 200 Свифт абсолютный лидер (122 хита), также как и по одновременному нахожднению их в чарте (31).

## Чарты
| Чарт (2023)                            | Высшая позиция |
| -------------------------------------- | -------------- |
| Австралия (ARIA)                       | 5              |
| Канада (Billboard Canadian Hot 100)    | 8              |
| Германия (GfK)                         | 90             |
| Мир (Billboard Global 200) ·           | 4              |
| Греция (IFPI)                          | 13             |
| Ирландия (IRMA)                        | 4              |
| Япония (Hot Overseas, Billboard Japan) | 8              |
| Нидерланды (Single Top 100)            | 87             |
| Новая Зеландия (Recorded Music NZ)     | 4              |
| Филиппины (Billboard)                  | 13             |
| Португалия (AFP)                       | 62             |
| Сингапур (RIAS)                        | 7              |
| Швеция (Heatseeker, Sverigetopplistan) | 1              |
| Великобритания (OCC UK Singles)        | 6              |
| США (Billboard Hot 100) ·              | 5              |
| США (Hot Country Songs, Billboard)     | 3              |

| Чарт (2023)                       | Позиция |
| --------------------------------- | ------- |
| США Hot Country Songs (Billboard) | 54      |

| Чарт (2024)                     | Позиция |
| ------------------------------- | ------- |
| Венесуэла (Rock, Record Report) | 9       |

## Сертификации
| Регион                                                                      | Сертификация  | Продажи |
| --------------------------------------------------------------------------- | ------------- | ------- |
| Австралия (ARIA)                                                            | Платиновый    | 70 000  |
| Бразилия (ABPD)                                                             | 2× Платиновый | 80 000  |
| Новая Зеландия (RMNZ)                                                       | Золотой       | 15 000  |
| Великобритания (BPI)                                                        | Серебряный    | 200 000 |
| Данные о продажах + прослушиваниях приведены только на основе сертификации. |               |         |

### Комментарии
1. ↑  Официальное название «I Can See You (Taylor’s Version) (From the Vault)»[1]